# Franciszek Nowotny
Franciszek Kazimierz Nowotny (ur. 30 kwietnia 1904, zm. 6 października 1972) – polski biochemik, technolog żywności, profesor Uniwersytetu Jagiellońskiego i Wyższej Szkoły Rolniczej w Krakowie.

## Życiorys
Franciszek Kazimierz Nowotny urodził się 30 kwietnia 1904. w Nowym Targu. Rodzice, Kazimierz Nowotny, adwokat i właściciel ziemski oraz Matylda z d. Mrowec, mieli sześcioro dzieci. Rodzeństwo Franciszka Nowotnego:Stanisław Nowotny (1895–1942), inżynier chemik, legionista, kawaler Virtuti Militari; Bogumił Nowotny; Anna Nowotny-Mieczyńska (1899-1982) profesor biochemii w IUNiG w Puławach, Adam Nowotny (1900-1949), prawnik, prokurator Sądu Najwyższego II RP, Maria Nowotny.
Ukończył Gimnazyum (obecnie I LO) w Nowym Targu zdając maturę w 1922. W tym samym roku rozpoczął studia na Wydziale Filozoficznym Uniwersytetu Jagiellońskiego na kierunku chemicznym. Po pierwszym roku studiów przeniósł się na Wydział Chemiczny Politechniki Lwowskiej, który ukończył w 1928. uzyskując stopień inżyniera chemika. W 1938 uzyskał stopień doktora nauk chemicznych Politechniki Lwowskiej. Habilitował się w roku 1946 na Wydziale Chemicznym Politechniki Śląskiej (z siedzibą w Krakowie). Profesorem nadzwyczajnym został w 1946, profesorem zwyczajnym w 1955. Pochowany na cmentarzu Rakowickim, kwatera P, rząd 1, miejsce 37.

## Działalność naukowa i dydaktyczna
Jeszcze w trakcie studiów na Politechnice Lwowskiej został zatrudniony w Katedrze Chemii Rolnej Wydziału Rolno-Leśnego tej uczelni w charakterze asystenta a następnie w okresie 1929-1930 odbył praktykę zawodową w małopolskich Zakładach Chemicznych w Alwerni, pracując jako inżynier ruchu w dziale produkcji kwasu mlekowego i octowego. W 1930 powrócił na Politechnikę Lwowską gdzie powierzono mu stanowisko asystenta w katedrze Technologii Rolnej Wydziału Rolniczo-Lasowego w Dublanach. W latach 1934–1941 pracował jako asystent a następnie adiunkt w Katedrze Technologii Chemicznej Przemysłu Rolnego Politechniki Lwowskiej.
Po zajęciu Lwowa w 1941 przez Niemców przeniósł się do Krakowa. W 1945 podjął pracę na Politechnice Śląskiej z siedzibą w Krakowie na stanowisku adiunkta w Katedrze Technologii Przemysłu Rolnego. Tam habilitował się w 1946. Rok później przeniósł się na Politechnikę Śląską do Gliwic, równocześnie podjął pracę na Politechnice Wrocławskiej jako kierownik Katedry Technologii Przemysłów Rolnych na Wydziale Chemii Technicznej gdzie organizował działalność dydaktyczną i naukową oraz pełnił funkcję dziekana Wydziału Chemii Technicznej. W 1949 Rada Wydziału Rolniczego Uniwersytetu Jagiellońskiego powierzyła mu prowadzenie wykładów z technologii rolnej a następnie powołała go na stanowisko kierownika Katedry Chemii Ogólnej. W 1953 zostaje powołany na stanowisko kierownika Katedry Technologii Rolnej a później dyrektora Instytutu Chemii Ogólnej i Technologii Rolnej.
Pełnił funkcje prodziekana Wydziału Rolnego Uniwersytetu Jagiellońskiego w latach 1951-1952, dziekana Wydziału Rolniczego Wyższej Szkoły Rolniczej w latach 1962–1963 oraz prorektora ds. nauczania tej uczelni (1964).
Franciszek Nowotny był bardzo aktywny w krakowskim i ogólnopolskim środowisku naukowym:
- członek prezydium Komitetu Technologii i Chemii Żywności PAN,
- członek Komisji Nauk Rolniczych i Leśnych Oddziału Krakowskiego PAN,
- przewodniczący Oddziału Krakowskiego Polskiego Towarzystwa Biochemicznego.

## Spuścizna naukowa
Pozostawił po sobie bogatą spuściznę edytorską, którą publikował przeważnie ze swoimi współpracownikami:
- "Skrobia" WNT 1969,
- "Technologia przemysłów ziemniaczanych" PWT 1952,
- "Chemia i technologia przemysłów rolnych" PWRiL 1961,
- "Biochemia Węglowodanów" PWRiL 1968,
- "Technologia przetwórstwa ziemniaczanego" WNT 1972.

## Odznaczenia
Wyróżnienia za działalność akademicką:
- Krzyż Kawalerski Orderu Odrodzenia Polski,
- Złoty Krzyż Zasługi
- członek korespondent PAN.